# Umberto Ammaturo
Umberto Ammaturo (prononcé : [umˈbɛrto ammaˈtuːro] ; né à Naples le 21 mai 1941), également connu sous le nom de o pazzo (« le fou ») est un criminel italien et membre de la Camorra napolitaine, une organisation de type mafieux active en Campanie. Il s'est spécialisé dans le trafic de cocaïne en provenance d'Amérique du Sud. Il est inscrit sur la liste des fugitifs les plus recherchés d'Italie jusqu'à sa capture en mai 1993. Un mois après son arrestation, il décide de devenir un pentito, un témoin brisant l'omertà (Loi du silence).

## Biographie
Umberto Ammaturo est né dans une famille nombreuse napolitaine. Son père dirigeait une entreprise viticole qui éprouvait des difficultés économiques. Sa mère est morte alors qu'Umberto n'a que sept ans, laissant son père s'occuper de sept enfants en bas âge.
Umberto a appris le crime en tant qu'enfant de la rue (guaglione). Petit criminel au milieu des années 1950, il devient trafiquant de cigarettes dans les années 1960 actif à Santa Lucia sur le front de mer de Naples. Il est apparenté à Felice Malvento par son frère Antonio marié à Luisa Malvento, un trafiquant de cigarettes ayant des contacts avec des mafiosi siciliens comme Tommaso Buscetta. 
Umberto Ammaturo est arrêté pour la première fois en 1962. En 1965, il rencontre Pupetta Maresca, une ancienne reine de beauté qui a fait la une des journaux internationaux dans les années 1950 lorsqu'elle a tué par vengeance le meurtrier de son mari commandité par un parrain de la Camorra nommé Pasquale Simonetti, acte qui lui attire la sympathie des Napolitains. Pupetta Maresca lui a donné des jumeaux,. 
Il est de nouveau arrêté en 1972 avec Nunzio Guida, le chef de la Camorra de Milan. En 1974, avec Aniello Nuvoletta il est de nouveau arrêté pour trafic de cocaïne, dissimulée dans la valise diplomatique du consul du Panama. Deux ans plus tard, il feint d'être atteint d'un cancer et est envoyé dans un hôpital d'où il s'échappe.

## Conflit Camorra - Cutolo
Pendant le conflit de 1980-1983 entre la Nuova Camorra Organizzata (NCO), dirigée par Raffaele Cutolo, et la Nuova Famiglia (NF) dirigée par Carmine Alfieri, Ammaturo et Maresca se sont rangés du côté des NF, en particulier d'Antonio Bardellino du clan Casalesi. Bardellino et Ammaturo sont impliqués dans de nombreux meurtres de membres du NCO. 
En 1982, Ammaturo et son épouse sont arrêtés et accusés d'avoir tué le psychiatre légiste Aldo Semerari qui avait aidé Ammaturo les années précédentes à s'échapper de la prison en feignant la folie. Ammaturo a réussi à s'échapper en Afrique puis en Amérique du Sud, tandis que son épouse est restée en Italie. Condamnée, elle purge quatre ans de prison de 1982 à 1986 avant qu'elle et Ammaturo ne soient acquittés en appel en 1989 pour manque de preuves. Ammaturo a finalement avoué le meurtre lorsqu'il a décidé de devenir un témoin à charge (pentito) en juin 1993.
Bien que libre et doté d'une nouvelle identité en échange de ses témoignages, il a reconnu avoir tué Semerari et l'avoir personnellement décapité dans une interview au journal La Repubblica en mai 2010.
Le motif du meurtre est que Semerari proposait des évaluations psychiatriques aux membres de diverses organisations criminelles, notamment la Camorra et la Banda della Magliana et avait conclu des accords simultanément avec les organisations NCO et NF aux prises entre elles dans une féroce guerre criminelle. De ce fait Ammaturo le considérait comme un traître.

## Baron de la cocaïne
Contrairement aux patrons conventionnels de la Camorra, Ammaturo est resté seul. Il n'a pas de territoire spécifique, pas de famille criminelle et est spécialisé dans le trafic de cocaïne. Le commerce de la drogue lui procure richesse et pouvoir mais pas d'influence politique
Dans les années 1980, Ammaturo établit un quasi-monopole du trafic de cocaïne vers l'Italie en provenance du Pérou, où il bénéficie de la protection et de la collusion de personnalités importantes. Son succès est le résultat de son innovation par la mise place d'un système triangulaire de contrebande de cocaïne, impliquant plusieurs pays africains comme relais, plutôt que d'utiliser simplement l'axe traditionnel sud-américain-européen. Il diversifie ses intérêts à l'échelle mondiale en achetant un centre touristique au Sénégal via un compte bancaire suisse. Selon la DEA, en raison de ses activités de trafic, Ammaturo était l'un des principaux financiers du Sentier lumineux, mouvement de guérilla communiste au Pérou, mouvement classé comme terroriste par l'Union Européenne.
En 1987, il évite la prison pour la troisième fois et s'installe en Amérique du Sud. En août 1990, il est arrêté à Governador Valadares près de Belo Horizonte (Brésil) et passe trois mois en prison à Brasilia en attendant son extradition. Cependant il réussit à s'échapper, après avoir payé 100 000 $ US en pots-de-vin et est exfiltré par avion au Pérou. 
En mars 1992, neuf de ses associés sont arrêtés à la suite de la découverte de 10 kg de cocaïne arrivés de Colombie. La cocaïne était trempée dans des vêtements qui étaient ensuite enduits de solvants pour distraire les chiens renifleurs ; les vêtements étaient ensuite traités à Castellammare di Stabia et la cocaïne reconstituée. Une opération de contrebande de drogue d'une ampleur encore plus grande a été découverte en juillet 1992, impliquant l'importation de 300 kg de cocaïne colombienne via le Pérou.

## Arrestation et repentance
Ammaturo déménage au Pérou et est de nouveau arrêté le 3 mai 1993 à Lima (Pérou) et extradé vers l'Italie. En juin 1993, il décide de collaborer avec la justice italienne et devient un pentito, brisant l'omertà, ou code du silence. En représailles, son frère Antonio est tué. Son témoignage aboutit à 40 arrestations en mai 1994 dont Michele Zaza et Luigi Giuliano. 
Umberto Ammaturo est entré dans le programme de protection des témoins et a reçu une nouvelle identité. Ses biens ont été saisis.